# 新教堂 (海牙)

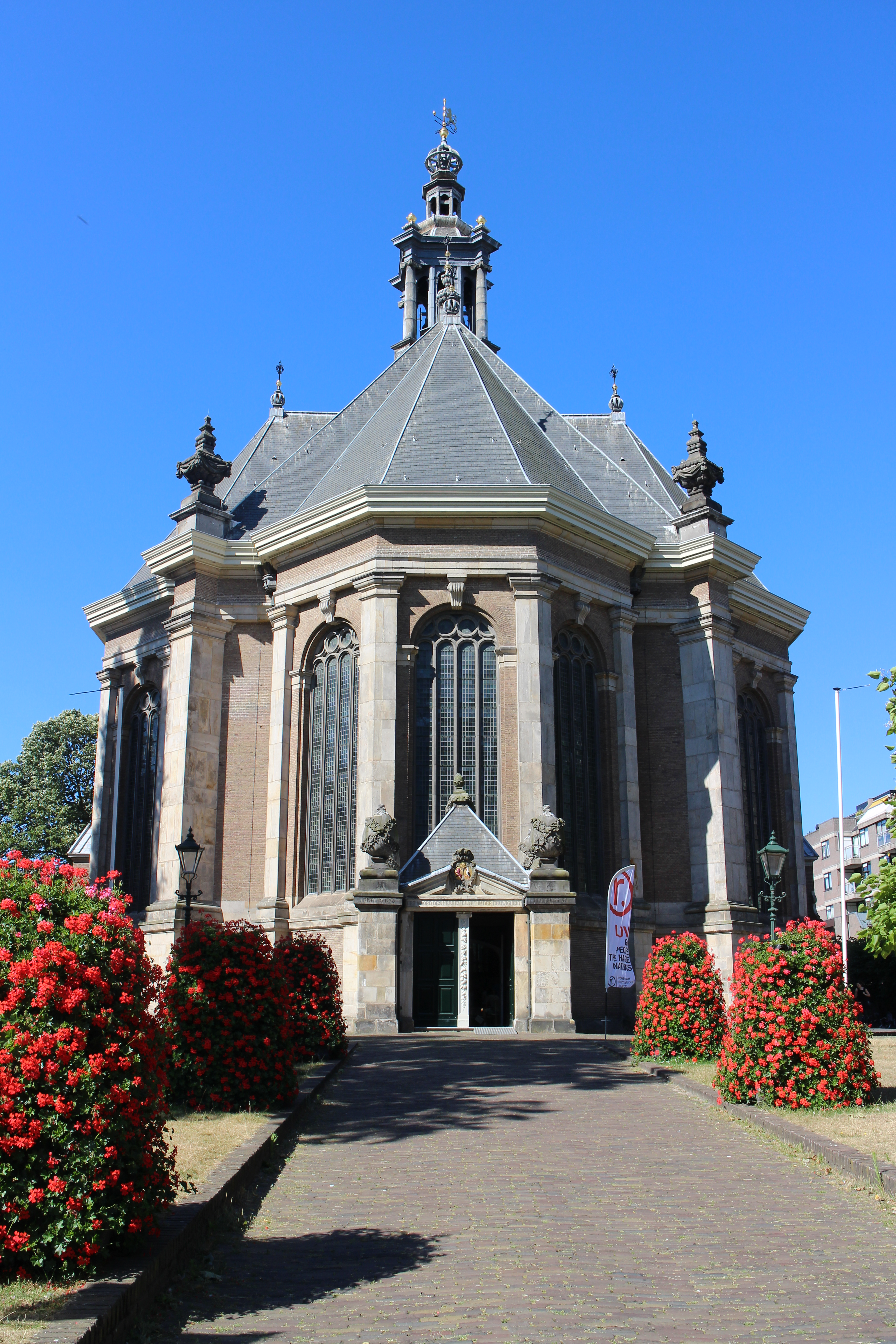
新教堂

新教堂（荷蘭語：Nieuwe Kerk）是位於荷蘭城市海牙的一座教堂。教堂開始修建於1649年，在1656年完工。教堂的設計者是Peter Noorwits。新教堂是荷蘭早期基督教教堂的代表作之一。新教堂的音樂廳十分有名。在過去海牙遍布運河的時代時，新教堂曾經被運河環繞。
52°04′35″N 4°18′54″E / 52.07639°N 4.31500°E